# 二月初二
二月初二，农历二月第二天。

## 逝世
- 唐永徽四年，李恪。
- 清乾隆三年，果亲王允礼。

## 节假日和习俗
- 道教：福德正神聖誕，土地廟會舉行祝壽活動；濟公禪師聖誕，濟公廟舉行祝壽活動。
- 儒教：黃帝聖誕、孟子聖誕
- 中國民俗：龍抬頭

## 参看
- 日历
- 正月三十 - 二月初一 - 二月初二 - 二月初三 - 二月初四
- 正月初二 - 二月初二 - 三月初二
- 正月 - 二月 - 三月 - 四月 - 五月 - 六月 - 七月 - 八月 - 九月 - 十月 - 十一月 - 腊月
- 公历2月2日